# Edmund Goulding
Edmund Goulding, född 20 mars 1891 i Feltham i Middlesex, död 24 december 1959 i Los Angeles i Kalifornien, var en brittisk filmregissör och manusförfattare.
Edmund Goulding kom till USA 1921 och var från mitten av 1920-talet aktiv inom filmbranschen. Goulding regisserade filmer i vitt skilda genrer från komedi till drama, men hans mest kända film torde vara Grand Hotel från 1932 med Greta Garbo i huvudrollen.

## Filmregi
- 1926 – Parisiska nätter
- 1927 – Anna Karenina
- 1929 – På olovliga vägar
- 1931 – Grand Hotel
- 1938 – Det vita baneret
- 1938 – Nattens eskader
- 1939 – Seger i mörkret
- 1939 – Kvinna mot kvinna
- 1939 – Doktorn
- 1940 – Tills vi mötas igen...
- 1941 – Den stora lögnen
- 1943 – Till nu och för evigt
- 1943 – Alla himlar öppna sig
- 1943 – Claudia
- 1946 – Den vassa eggen
- 1947 – Mardrömsgränden
- 1949 – Rena rama skandalen
- 1950 – Mister 880
- 1952 – Vi är inte gifta!